# World Snooker Tour
World Snooker Tour ( WST ) – główna profesjonalna seria snookera, w której bierze udział około 128 zawodników rywalizujących w cyklu do 28 turniejów w każdym sezonie. Organizacją World Snooker Tour zajmuje się World Snooker Ltd., spółka komercyjna, która wprowadziła nazwę, logo i zmienioną stronę internetową World Snooker Tour w ramach rebrandingu w 2020 roku. Głównym udziałowcem w World Snooker Ltd jest Matchroom Sport, który posiada 51% udziałów w spółce; organ zarządzający tym sportem, World Professional Billiards and Snooker Association (WPBSA), posiada 26% udziałów. Aby móc rywalizować w World Snooker Tour, zawodnicy muszą być członkami WPBSA.

## Historia

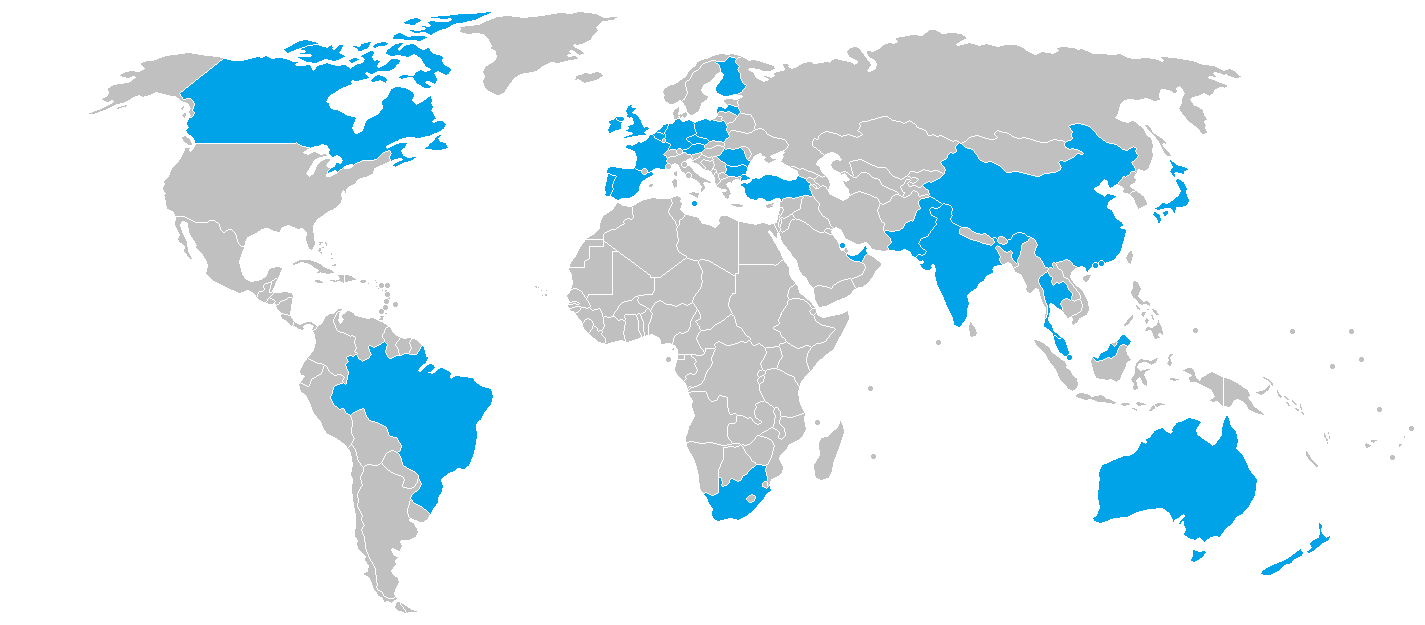
Kraje, które gościły turnieje WST do sezonu 2021/22

Obecna forma World Snooker Tour powstała na początku lat 70. XX wieku, kiedy to WPBSA przejęła zarządzanie zawodowymi rozgrywkami w snookera. W momencie przejęcia, w 1971, dostępnych było zaledwie kilka profesjonalnych wydarzeń, w których można było wziąć udział, ale w latach 70. stopniowo dodawano kolejne wydarzenia i pod koniec dekady w kalendarzu było już ponad dwadzieścia wydarzeń, a snooker był regularnym wydarzeniem transmitowanym w telewizji. Okres ten w profesjonalnej grze w snookera nazywany jest „erą nowoczesną”; powszechnie przyjmuje się, że zaczyna się on w 1969 roku (kiedy BBC zleciło utworzenie turnieju Pot Black i wprowadzono format pucharowy, który jest stosowany we współczesnych Mistrzostwach Świata w Snookerze ) i trwa do dziś.
Historycznie rzecz biorąc, aby móc uczestniczyć w wydarzeniach, gracz musiał jedynie zostać profesjonalnym członkiem organu zarządzającego, co było możliwe po otrzymaniu formalnego zaproszenia od aktualnego członka. System ten został ostatecznie zastąpiony serią Pro-Ticket.  Gra została otwarta w sezonie 1991–92, w którym każdy mógł ubiegać się o członkostwo zawodowe i wziąć udział w turniejach. Ze względu na nadmierną liczbę zgłoszeń w sezonie 1997–98 przyjęto dwupoziomową strukturę turniejów: główny turniej – obecnie oficjalnie znany jako World Snooker Tour, ale wcześniej znany (i nadal powszechnie nazywany) jako Main Tour – z ograniczoną liczbą członków, oraz drugorzędny turniej zawodowy, w którym mogła wziąć udział reszta graczy zawodowych. 
World Snooker Tour składa się z turniejów rankingowych, które wpływają na pozycję zawodnika, oraz imprez na zaproszenie, które nie mają na nią wpływu. W wydarzeniu rankingowym mogą wziąć udział wszyscy zawodnicy biorący udział w tourze, natomiast kryteria uczestnictwa w wydarzeniu na zaproszenie są często ustalane przez sponsora lub nadawcę i zazwyczaj wykluczają wielu zawodników. Turnieje rankingowe często rozgrywane są w dwóch etapach – etapie kwalifikacyjnym i turnieju głównym, zwykle w różnych lokalizacjach. Główne rozgrywki odbywają się w prestiżowym miejscu, gdzie widzowie mogą kupić bilet i oglądać rywalizację zawodników. Zazwyczaj transmitowany jest tylko główny turniej, i dlatego często wiąże się z nim znacznie większa pula nagród niż w kwalifikacjach. Tradycyjnie gracze biorą udział w turniejach rankingowych w różnych rundach na podstawie swojego światowego rankingu, a najlepsi gracze w danym sporcie — często 16 najlepszych graczy w rankingu — są zazwyczaj rozstawiani aż do etapu rozgrywek i nie muszą rozgrywać meczu kwalifikacyjnego. Jednak od sezonu 2013/2014 cykl zaczął przechodzić na płaską strukturę, w której wszyscy gracze rozpoczynają w pierwszej rundzie. Niektóre turnieje mają także fazę amatorską, która umożliwia udział w wydarzeniach WPBSA osobom niezrzeszonym.
Począwszy od sezonu 2021/2022 w niektórych wydarzeniach zaczęto przywracać format ozgrywek z rozstawieniem, korzystając z rund kwalifikacyjnych. Home Nations Series to pierwsze zawody, w których wprowadzono tę zmianę. Pierwsza runda miała charakter kwalifikacyjny dla wszystkich graczy spoza pierwszej szesnastki, natomiast mecze graczy z pierwszej szesnastki — a także lokalnych krajów, które otrzymały dzikie karty — zostały przeniesione do finału. Mistrzostwa Wielkiej Brytanii poszły w ślady edycji 2022, w efekcie czego turniej stał się niemal identyczną kopią Mistrzostw Świata w Snookerze, z wyjątkiem liczby rozgrywanych frameów. Chociaż niektóre z tych zmian zostały skrytykowane przez niżej notowanych graczy (z powodu tego, że kwalifikacje często odbywały się bez publiczności i w boksach, co przypominało erę sprzed Barry'ego Hearna), inni je chwalili, zwłaszcza zmianę formatu UK Championship, dzięki której turniej odzyskał prestiż sprzed wprowadzenia zasady losowania 128 rund. 

## Kwalifikacja
Aby móc rywalizować w World Snooker Tour jako zawodowy gracz, należy się do tego zakwalifikować. Pod koniec każdego sezonu ustalona liczba graczy spada z ligi na podstawie ich wyników w turniejach rankingowych i turniejach drugorzędnych, otwierając tym samym drogę nowym profesjonalistom do dołączenia do ligi. Istnieje kilka dróg kwalifikacji do turnieju: gracz może uzyskać kwalifikację poprzez różne wydarzenia organizowane przez samą WPBSA lub organizacje stowarzyszone, a ograniczona liczba miejsc jest zazwyczaj udostępniana graczom według uznania organu zarządzającego. 

### Historia
Po utworzeniu World Snooker Tour w sezonie 1997/98 najlepsi profesjonaliści automatycznie zakwalifikowali się do udziału w turnieju, natomiast pozostali członkowie musieli uzyskać kwalifikacje w ramach szeregu szkół kwalifikacyjnych. Szkoły kwalifikacyjne odbyły się tylko raz, a następnie główna ścieżka kwalifikacyjna przebiegała poprzez drugorzędną trasę zawodową.  Po likwidacji drugorzędnej trasy, miejsca zapewniające awans przyznano International Open Series (PIOS) – serii amatorskich turniejów sponsorowanych przez firmę Pontins – od sezonu 2005/06. Amatorski charakter wydarzenia oznaczał, że gracze, którzy spadli z Main Tour i chcieli rywalizować w PIOS, musieli zrezygnować z członkostwa zawodowego. Miało to niepopularny skutek uboczny, gdyż gracze ci nie mogli brać udziału w Mistrzostwach Świata w Snookerze, które wcześniej były dostępne tylko dla graczy zawodowych, także tych, którzy nie rywalizują w Main Tour. Innym problemem było to, że zawodnicy nie mogli rywalizować w ramach PIOS podczas rywalizacji w Main Tour, co oznaczało, że nie mogli zagwarantować swojego udziału w Main Tour poprzez natychmiastową ponowną kwalifikację za pośrednictwem PIOS, co w efekcie eliminowało ich z rywalizacji zawodowej przez cały sezon w przypadku odpadnięcia z trasy.  Mimo że PIOS był odrębnym konkursem, pełnił on przede wszystkim funkcję kwalifikacji do Main Tour. W związku ze zmianą kwalifikacji do Touru od sezonie 2011/2012, ten niepopularny konkurs przerwano po sezonie 2009/2010. 

### Q School
Seria turniejów Q School powstała w celu usprawnienia procesu kwalifikacyjnego do World Snooker Tour i w pewnym sensie jest następcą PIOS. Seria meczów barażowych kończy się fazą ćwierćfinałową. Gracze płacą stałą opłatę wpisową za uczestnictwo we wszystkich wydarzeniach play-off. Nie ma nagród pieniężnych. Każdy zawodnik, który wygra mecz ćwierćfinałowy, kwalifikuje się do dwuletniej karty wstępu na World Snooker Tour. Wszyscy gracze, którzy wzięli udział w wydarzeniu, biorą udział w pierwszym play-offie, a ci, którym się nie uda, automatycznie biorą udział w następnym play-offie i tak dalej.
Istnieją pewne istotne różnice między Q School i PIOS. Q School to czysto kwalifikacyjny proces, podczas gdy PIOS był osobną serią turniejów. Turnieje Q School odbywają się w ograniczonym okresie dwóch do trzech tygodni w maju, w przerwie między sezonami, natomiast wydarzenia PIOS odbywają się w trakcie sezonu. Kolejną ważną różnicą w porównaniu z PIOS jest to, że Q-School jest otwarte dla wszystkich, a gracze, którzy właśnie zostali zdegradowani z World Snooker Tour, mogą wziąć w nim udział i w przypadku sukcesu natychmiast powracają na swoje miejsce w trasie.
Ci, którym nie uda się zakwalifikować do World Snooker Tour, nadal mogą zapisać się do profesjonalnych turniejów, korzystając z listy uzupełniającej Q School, znanej jako Order of Merit. Lista ta klasyfikuje graczy amatorów według ich wyników w fazie play-off: jeśli z jakiegokolwiek powodu w turnieju nie weźmie udziału 128 graczy World Snooker Tour (np. turnieje odbywające się w sezonie 2020/2021 z powodu pandemii COVID-19), najwyżej sklasyfikowani gracze na liście uzupełniającej zostają zaproszeni do gry w turniejach zawodowych jako amatorzy. W tym kontekście zachęca się graczy do dobrej gry, ponieważ nadal mogą brać udział w wydarzeniach World Snooker Tour i dzięki temu zyskać rozgłos telewizyjny, jeśli uda im się dotrzeć do transmitowanych w telewizji etapów wydarzenia, do którego się zapisali.

### Inne ścieżki kwalifikacyjne
Od sezonu 2014/2015 zarząd World Snooker ma prawo przyznawać karty wstępu na turnieje zaproszeniowe (ITC) graczom, którzy wnieśli wybitny wkład w rozwój tego sportu. Certyfikaty ITC są zazwyczaj wydawane wybitnym graczom będącym na późnym etapie kariery, którzy zostali zdegradowani z głównej ligi; graczami, którzy posiadają lub posiadali certyfikaty ITC są m.in. Steve Davis, Stephen Hendry, James Wattana, Jimmy White i Ken Doherty. Maksymalnie czterech graczy może jednocześnie posiadać ITC. Posiadacz ITC, który zakończy sezon w pierwszej 64. miejscu w światowym rankingu lub w pierwszej ósemce na liście rocznej, otrzyma pełną kartę na kolejny sezon.
Amatorzy mają do wyboru kilka ścieżek, które obejmują zawody organizowane przez różne organizacje. Oprócz Q School istnieją dwa najważniejsze turnieje: European Billiards and Snooker Association (EBSA) Qualifying Tour oraz Chinese Billiards and Snooker Association (CBSA) China Tour. EBSA nominuje także swoich mistrzów wśród amatorów i juniorów.
W 2021 roku turniej World Women's Snooker (WWS) stał się róœież drogą kwalifikacyjną do turnieju. Pod koniec każdego sezonu zwyciężczyni Mistrzostw Świata Kobiet w Snookerze oraz najwyżej sklasyfikowanej zawodniczce z listy rankingowej kobiet, która nie bierze jeszcze udziału w tourze, wydawane są dwuletnie karnety turniejowe. Jeśli mistrzyni świata kobiet jest już w trasie, karta zostanie wydana kolejnej najwyżej sklasyfikowanej zawodniczce, która nie bierze udziału w trasie.

### Aktualne kryteria
Gracze, którzy zachowają swoje miejsce w tourze, mają zagwarantowane miejsce tylko na jeden kolejny sezon, podczas gdy wszyscy pozostali gracze — łącznie z tymi, którzy zakwalifikują się ponownie — otrzymują dwuletnią kartę. 
Drugi cykl turniejów został po raz pierwszy ustanowiony w sezonie 1994–95; składał się z sześciu turniejów i był otwarty dla wszystkich profesjonalistów, ale trwał tylko jeden sezon. Koncepcję tę przywrócono w sezonie 1997/98 w formie UK Tour w Wielkiej Brytanii, po przyjęciu dwupoziomowej struktury trasy. W przeciwieństwie do Main Tour, w którym obowiązywały ograniczenia dotyczące członkostwa, UK Tour początkowo był otwarty dla wszystkich członków zawodowych, nawet tych rywalizujących w Main Tour — choć od sezonu 1999/2000 członkom Main Tour zakazano wstępu.  Od sezonu 2000/01 turniej przemianowano na Challenge Tour i był on otwarty dla wszystkich graczy niebiorących udziału w Main Tour oraz amatorów. Od sezonu 2001/2002 w Challenge Tour obowiązywała ograniczona liczba członków i oferowano ekskluzywne zawody zawodowe ograniczonej liczbie profesjonalistów, którzy nie byli członkami Main Tour, a następnie utworzono Open Tour, do którego mogli zgłaszać się wszyscy gracze, w tym gracze z Main Tour i Challenge Tour. WPBSA zarządzała trzema poziomami rozgrywek do końca sezonu 2002/03, kiedy to odłączyła się od Angielskiego Stowarzyszenia Snookera i Bilarda (EASB). Ponieważ Open Tour znalazł się pod kontrolą EASB, która jest organem zarządzającym rozgrywkami amatorskimi, Open Tour przyjął status amatorski, a zawodowi gracze nie mogli już brać w nim udziału. Challenge Tour został zamknięty po zakończeniu sezonu 2004/05, pozostawiając ograniczoną Main Tour jako jedyne profesjonalne zawody organizowane przez WPBSA.  W sezonie 2009–2010 podjęto kolejną próbę utworzenia drugiej trasy, wprowadzając serię Pro Challenge. Z siedmiu zaplanowanych wydarzeń rozegrano tylko cztery, zanim serię odwołano z powodu zbyt małej frekwencji graczy; jedną z krytyk wydarzenia było to, że nie oferowało ono żadnych punktów rankingowych, co zniechęcało do uczestnictwa.
W sezonie 2010/11 wprowadzono Players Tour Championship (PTC), serię turniejów niższej rangi, w których mogli wziąć udział wszyscy profesjonaliści. W ramach wydarzeń PTC odbył się także etap amatorski, co w praktyce oznaczało otwartą trasę.  Byli oni również uwzględniani w rankingach dla profesjonalistów w Main Tour, a każdy gracz, który znalazł się w pierwszej ósemce rankingu PTC Order of Merit, miał zagwarantowaną kartę turniejową na kolejny sezon.  PTC zostało zamknięte pod koniec sezonu 2015/16, a Main Tour pozostał jedyną profesjonalną trasą. 
Turniej Challenge Tour został reaktywowany na sezon 2018/19. Trasa składa się z dziesięciu wydarzeń z udziałem 72 zawodników, w których bierze udział 64 najlepszych zawodników z rankingu Q School Order of Merit, którzy nie zakwalifikowali się do Main Tour, oraz maksymalnie ośmiu graczy z dzikimi kartami. Rozgrywki odbywały się również w sezonie 2019/2020, ale zostały odwołane w sezonie 2020/21 z powodu skróconego sezonu, który w dużej mierze odbywał się przy pustych trybunach z powodu pandemii COVID-19. Trasa została reaktywowana od sezonu 2021/2022 pod nową nazwą Q Tour.